# بليز كومباوري
بليز كومباوري (بالفرنسية: Blaise Compaoré)‏ (3 فبراير 1951) كان رئيس دولة بوركينا فاسو منذ 1987 و حتى 31 أكتوبر 2014 أتى إلى الحكم بانقلاب دموي في 15 أكتوبر 1987، قُتل فيه الرئيس السابق توماس سانكارا فيما وصفه كومباوري بالحادثة. قدم كومباوري بعد استلامه الحكم سياسات «تصحيح» أبطل من خلالها سياسات سانكارا اليسارية. وقد فاز كومباوري بانتخابات 1991 و 1998 و 2005 و 2010.
في 14 فبراير 2011، قام أفراد الحرس الرئاسي بتمرد عسكري على كومباوري احتجاجا على عدم دفع منحة خاصة بالسكن كانت السلطات قد وعدتهم بها. فرّ كومباوري من قصره واتجه إلى مسقط رأسه مدينة زينياري على بعد 30 كم من من العاصمة واغادوغو. قام الجنود بإطلاق النار في الشوارع والاستيلاء على المحال التجارية وأحرقوا منزل قائد الأركان الجنرال جيلبير ديونديري ومنزلين لمسئولين عسكريين آخرين. جرت محادثات بين المتمردين والمسؤولين وتم الاتفاق على تسويات بعد وقف إطلاق النار. و اندلعت في أواخر أكتوبر عام 2014 احتجاجات عنيفة ضد الرئيس بليز كومباوري احتجاجا على عزمه الترشح لولاية خامسة بعد 27 عام من الحكم مما اضطره إلى الاستقالة من منصبه و الفرار إلى ساحل العاج

## التهم
في أبريل 2021 ، أدانت محكمة عسكرية في بوركينا فاسو كومباوري غيابيًا المتهم بقتل توماس سانكارا عام 1987. بدأت المحاكمة الغيابية ضده بتهمة الاعتداء على أمن الدولة وإخفاء جثة والتواطؤ في جريمة قتل في 11 أكتوبر 2021. في أبريل 2022 ، أدين وحكم عليه بالسجن مدى الحياة.

## روابط خارجية
- بليز كومباوري على موقع IMDb (الإنجليزية)
- بليز كومباوري على موقع الموسوعة البريطانية (الإنجليزية)
- بليز كومباوري على موقع مونزينجر (الألمانية)
- بليز كومباوري على موقع أوليمبيديا (الإنجليزية)